# 米ケ崎城
米ケ崎城（こめがさきじょう）は、千葉県船橋市米ケ崎にあった中世の日本の城。

## 概要
城址跡は米ケ崎の高台に位置にあり、現在は米ケ崎意富比神社の境内になっている。城址周辺は地元で城之内といわれている。